# 勝間田長清
勝間田 長清（かつまた ながきよ、生没年不詳、藤原 長清とも。）は、鎌倉時代後期の武士。遠江国蓁原郡勝田（かつまた）郷（静岡県牧之原市の勝間田川流域一帯）を領する勝間田氏の頭領で、勝間田城城主。歌人として『夫木和歌抄』を編纂したことで知られる。

## 略歴
勝間田氏は中世に勝間田川流域を治めた一族である。一族は藤原南家の工藤氏の分流であるといい、本姓を藤原とした。異説として桓武平氏の平良文の落胤との伝えもある。一族は保元の乱（1156年）の際に源義朝勢の家人「遠江の勝田」として登場し、平安時代末期から源平合戦期を通じて当地を本貫として源氏に仕えてきたことがうかがえる。
東国武士としては珍しく、長清は京都の公家に接近して深く交流した。また、冷泉為相の門人となって歌道を学んだ。『増鏡』には、長清の娘が、西園寺家庶流で左大臣の洞院実泰の正室（北政所）となったとある。長清自身は越前太夫左近と号し、五位の官位を得た。
長清は時宗に帰依し、一遍の弟子、僧他阿（1237年 - 1319年）の教導を受けたという。のちに出家し、証阿弥仏蓮昭と称した。

## 歌人として
長清は上洛して和歌を冷泉為相の下で学んだ。冷泉為相は、『十六夜日記』を著した女流歌人阿仏尼の子である。冷泉為相の日記には勝間田長清と文をやりとりしたことが書き残されているほか、長清が治める勝間田を詠んだ和歌をいくつか残している。
- 「いとふなよ　菊河わたる　道をよきて　とはんと思ふ　かつまたの里[4]」[注 2]
- 「尋ね来て　かつ見るからに　かつまたの　花の陰こそ　立ちうかりけれ[7]」

冷泉為相は永仁2年（1294年）と乾元1年（1302年）の二度、勝間田城に下向している。その頃、京では勅撰和歌集の『玉葉和歌集』の構想があり、京極為兼が任にあたっていた。冷泉為相はその撰者に加わろうとしており、勝間田長清は和歌の師である冷泉為相の意を汲んで私撰和歌集の編纂を行ったと考えられている。
仏門の師である他阿が延慶3年（1310年）9月に関東へ下るにあたり、遠江国榛原郡にあった鎌塚宿に逗留しているところを勝間田長清が訪問している。『他阿上人和歌集』には、「勝田証阿弥陀仏、越前左近太夫入道蓮昭」こと勝間田長清が詣でてきて、15番の歌合をしたとの記録がある。その後、勝間田長清は他阿を自邸に招き、そこでも和歌の贈答が行われた。
長清が『夫木和歌抄』を完成させたのはこの頃だと推定されている。長清が完成した和歌集の題号を考えている頃、夢に大江匡房（平安時代の歌人）が現れ、『扶桑集』にせよと告げたという。長清はこれを冷泉為相に相談すると、「扶桑」は日本国の異称であり、少々不相応であるとして、「扶」「桑」の字からそれぞれ「夫」「木」の部首をとってこれを和歌集の表題とするとよいとした。これにより『夫木和歌抄』となったという。
『夫木和歌抄』は『万葉集』以来の和歌から17300首あまりを収録した全38巻の大作だった（同時代の『玉葉和歌集』は勅撰和歌集としては最多の和歌を採録したが、それでも2800首に留まる）。しかし結局、冷泉為相は『玉葉和歌集』の撰者に加わることはできなかった。『玉葉和歌集』には、長清が詠んだ和歌も1首採用されている。